# Dean Radovniković
Dean Radovniković (Split, 17. listopada 1963.-2017.) je hrvatski rock bubnjar poznat po radu s Đavolima.
Od malih nogu uči svirati gitaru, da bi s 13 godina prešao na bubnjeve, i od 15. godine od toga i živi. Kao bubnjar mnogobrojnih splitskih grupa, surađuje i svira s kasnije poznatim solistima; Dinom Dvornikom (grupa Hidrant), Ivom Amulićem ... U grupu Đavoli dolazi 1985. godine i s njima snima dva albuma; 1986. Ljubav i moda - (Jugoton), i 1987. Hallo Lulu 22 - (Jugoton). Grupu Đavoli napušta 1988. i seli u Stari Grad na otoku Hvaru, gdje živi i radi u svom glazbenom studiju (GMP Art Studio).
Od 1995. do 1998. vodi GMP Atari BBS.
Od 1995. do 2015. je snimio 9 autorskih albuma koji nisu našli izdavača.
2010. godine potpisuje ugovor s Croatia Records za tri svoje pjesme i pojavljuje se na kompilaciji Rockument 2011.
Preminuo je od duge i teške bolesti 2017. godine.

## Diskografija

### Albumi
- 1986. Ljubav i moda - (Jugoton)
- 1987. Hallo Lulu 22 - (Jugoton)
- 1989. Balade – Kada se nađem u predjelu noći (kompilacija, Jugoton)
- 2008. The Ultimate Collection – Neno Belan & Đavoli (kompilacija, Croatia Records)
- 2008. Đavoli 3CD Box - (kompilacija, Croatia Records.)
- 2011. Rockument 2011 (Croatia Records)

## Vanjske poveznice
- D.R.Grizly  Arhivirana inačica izvorne stranice od 30. kolovoza 2019. (Wayback Machine) Stranica s neobjavljenim autorskim albumima.